# ACIN1
ACIN1‏ (Apoptotic chromatin condensation inducer 1) هوَ بروتين يُشَفر بواسطة جين ACIN1 في الإنسان.